# 王瑞麟 (1963年)
王瑞麟（1963年9月21日—），中華民國海軍陸戰隊中將，生於臺灣澎湖縣西嶼鄉池西村，籍貫山東省武城縣，於2023年10月1日中將退役，是2006年改制以來目前唯一一位任期長達五年的海軍陸戰隊指揮官，曾任海軍副司令、海軍陸戰隊指揮官、參謀本部聯七聯訓處長、海軍陸戰隊66旅長、海軍陸戰隊副參謀長、海軍陸戰隊作戰處長、海軍陸戰隊登車大隊長等職，畢業於陸軍官校55期。